# 任兆堅
任兆堅（?—?），山東高密縣人。清朝政治人物。
咸豐二年（1852年）進士。選庶吉士，散館授翰林院檢討。歷官江西道監察御史。辛酉政变後，曾上疏為在戊午科場案中問斬的主考官柏葰鳴冤。後歷官工科給事中、太常寺少卿，升鴻臚寺卿。